# Rustad Bay
Die Rustad Bay ist eine kleine Bucht an der Südwestseite von Annenkov Island vor der Südküste Südgeorgiens im Südatlantik. 
Der South Georgia Survey kartierte sie im Zuge seiner von 1951 bis 1957 durchgeführten Vermessungskampagne. Das UK Antarctic Place-Names Committee benannte sie 1958 nach  dem norwegischen Biologen Ditlef Rustad (1901–1993), Teilnehmer an der ersten vom norwegischen Walfangunternehmer Lars Christensen finanzierten Antarktisfahrt mit dem Schiff Norvegia (1927–1928), bei der er auf Annenkov Island biologisches Material gesammelt hatte.